# 油麻埔
油麻埔是中国广东省广州市从化区的一个自然村。在太平镇北面约1000米，西临廣州北回歸線標誌塔，属太平村管辖。19世纪末，村民从狗眠地迁移至此。彼时，此地为一片开阔埔地，因村民在此广泛种植用于榨油的芝麻，故而得名。1998年时，全村人口150人。